# Hans Schwake
Hans Schwake (* 1. März 1904 in Sodingen (Herne); † 4. Januar 1979 in Rodenkirchen (Köln)) war ein deutscher Berghauptmann des Oberbergamtes Dortmund und des Oberbergamtes Bonn. 

## Leben
Hans Schwake war der Sohn eines Zechendirektors und machte 1922 das Abitur am Realgymnasium in Ahlen mit anschließendem praktischen Jahr im Bergbau, bevor er von 1923 bis 1928 an der Technischen Hochschule Berlin ein Bergbaustudium absolvierte und als Diplom-Ingenieur abschloss. 1928 zum Bergreferendar und 1932 zum Bergassessor ernannt, folgten Beschäftigungen auf der Zeche Mansfeld in Bochum, der Zeche Langenbrahm in Essen, bei den Vereinigten Elektrizitätswerken Westfalen, der Zeche Kaiserstuhl in Dortmund, zuletzt als Direktionsassistent und Fahrsteiger Zeche Mansfeld in Bochum-Langendreer. 1936 wurde er auf Antrag aus dem Staatsdienst entlassen und war vom 1. Juli 1939 bis zum Kriegsende 1945 beim Reichskommissar für die Preisbildung als Referent für alle bergbaulichen Fragen tätig.
Vom 1. November 1945 bis zum 30. April 1946 fungierte er als stellvertretender Bergwerksdirektor der Zeche Ewald. Schwake kam in das Wirtschaftsministerium NRW, wo er als Bergbaureferent eingesetzt war. 1947 zum Oberbergrat und 1949 zum Ministerialrat ernannt, übernahm er kommissarisch die Leitung des Oberbergamtes Dortmund und wurde am 23. Januar 1950 als Berghauptmann zum Leiter des Oberbergamtes ernannt. Dieses Amt hatte er bis 1963 inne, als er in gleicher Funktion zum Oberbergamt Bonn wechselte, wo er bis 1969 die Leitung ausübte.
Von 1951 bis 1969 war er Mitglied des Beirats der Vereinigung der Freunde von Kunst und Kultur im Bergbau e. V.
Schwake trat 1938 in die NSDAP, war Mitglied der Deutschen Arbeitsfront (1934) und der Nationalsozialistischen Volkswohlfahrt (1935). Im Entnazifizierungsverfahren wurde er 1947 als unbelastet= Kategorie V eingestuft.